# Zofia Chodkiewiczówna
Zofia Chodkiewiczówna, właśc. Zofia z Chodkiewiczów Ossolińska (ur. 1800 lub 1803 w Młynowie, zm. 1871) – polska malarka, rysowniczka i graficzka. 

## Życiorys

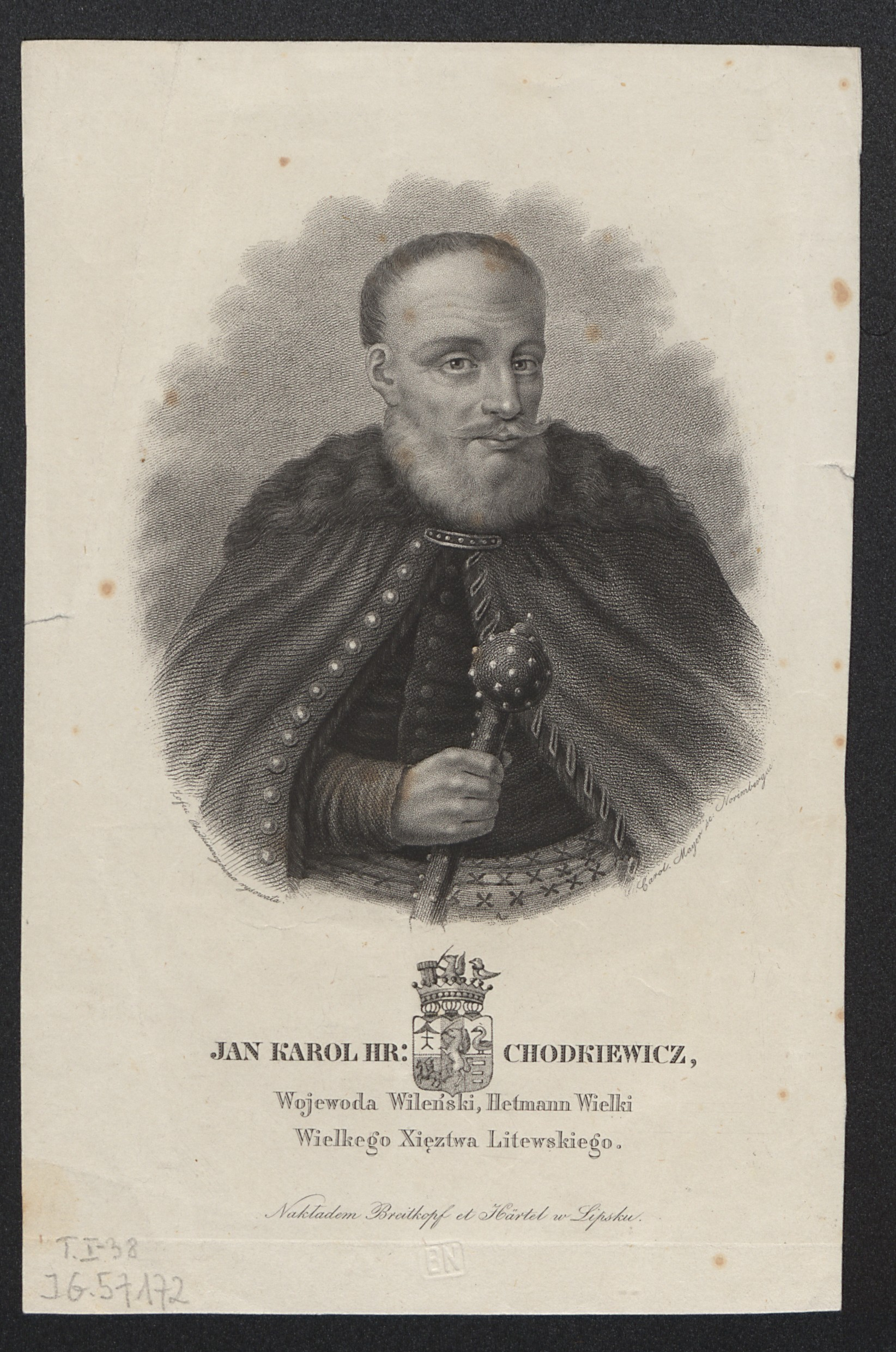
Miedzioryt przedstawiający Jana Karola Chodkiewicza według rysunku Zofii Chodkiewiczówny. Pod owalem po prawej stronie widać zapis: „Zofia Chodkiewiczówna rysowała”.

Urodziła się w 1800 lub 1803 roku w Młynowie, w rodzinie Aleksandra Chodkiewicza i Karoliny z Walewskich. W 1820 roku wyszła za mąż za Wiktora Maksymiliana Ossolińskiego, para miała córkę, Wandę (1822–1907). Zaaranżowane małżeństwo było nieudane, a eskalacja nieporozumień rodzinnych doprowadziła ojca Zofii do wyzwania zięcia na pojedynek. Po pięciu latach małżeństwa Zofia opuściła z dzieckiem męża, lecz nie zgodziła się na rozwód. Powróciła do domu ojca w Młynowie, gdzie mieszkał z drugą żoną, Ksaweryną Szczeniowską.
Malowała kompozycje kwiatowe i miniatury, rysowała oraz tworzyła litografie w zakładzie litograficznym ojca – propagatora nowej techniki graficznej w Polsce. Pobierała nauki malarstwa u Franciszka Brudera w Warszawie. W Dziejach panowania Zygmunta III (1819) Juliana Ursyna Niemcewicza pojawił się miedzioryt przedstawiający Jana Karola Chodkiewicza według jej rysunku. Jej dwie prace przedstawiające wazony z kwiatami zostały wystawione na wystawie na Uniwersytecie Warszawskim. Jej Bukiet w wazonie wyróżniono pochwałą na piśmie od Komisji Rządowej Wyznań i Oświecenia Publicznego. 
Zofia była także uzdolniona muzycznie. Po pierwszych naukach pobranych w domu rozwijała się pod nadzorem Marii Szymanowskiej i Charlesa Arnolda. 
W latach 1828–1834 podróżowała po Europie, jako bazę mając Drezno. Uczestniczyła w salonach arystokracji polskiej, niemieckiej, francuskiej i rosyjskiej. W jej dzienniku, który przechowuje Biblioteka Narodowa, znajduje się autograf pierwszych zwrotek Noclegu Adama Mickiewicza. Często odwiedzała Warszawę, gdzie miała kontakt ze znaczącymi postaciami epoki. Możliwe, że Artur Bartels dedykował jej utwór. 
Zmarła w 1871 roku.
Jej litografia i miedzioryty na podstawie jej rysunków znajdują się w zbiorach Muzeum Narodowego w Warszawie.